# Harley Benton

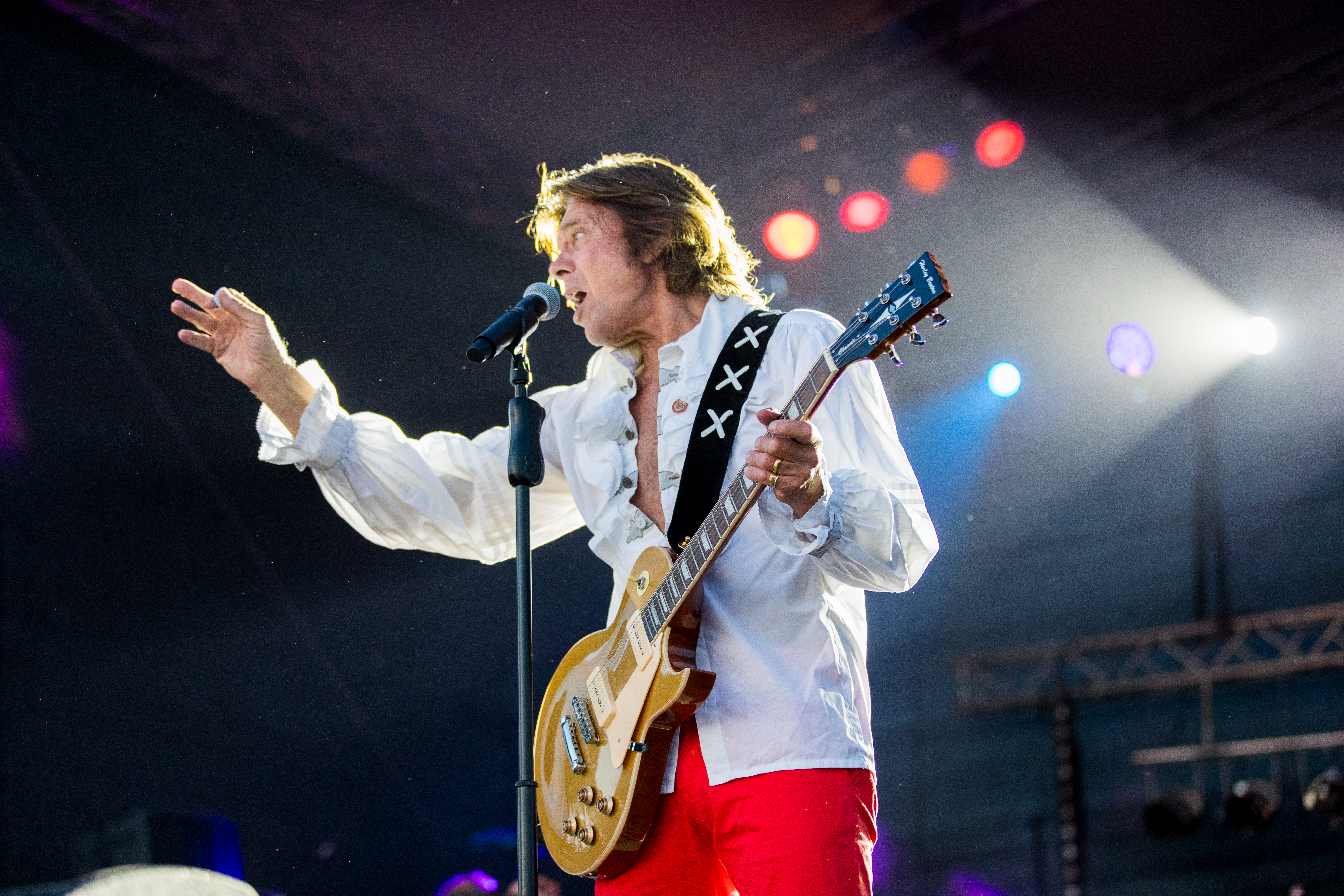
Jürgen Drews durante La Ola Mannheim en Maimarktgelände, Mannheim, Baden Württemberg, Alemania el 2016-07-09, Foto: Sven Mandel

Harley Benton es una marca comercial de instrumentos musicales producidos por fabricantes de equipos originales. Harley Benton fue creada por el minorista alemán (Musikhaus Thomann).
Su marca distintiva son los precios bajos en comparación con el resto de marcas. Debido a que es una marca blanca, se recortan intermediarios y eso mantiene sus precios de venta muy bajos. Aunque existen guitarras Harley Benton de gama más baja (y económicas) construidas con contrachapado, también existen otras de precio y calidad más elevada, la mayoría construidas con madera de arce.

## Productos

### Guitarras, bajos y amplificadores
Los instrumentos de cuerdas como las guitarras o los bajos y sus amplificadores son líneas de productos importantes para Harley Benton, con instrumentos para músicos principiantes y de nivel medio. Las guitarras para principiantes suelen montar cuerpos de contrachapado. Los modelos más caros usan cubiertas de arce y mejores componentes (como piezas de la marca Grover, Gotoh o Wilkinson). Harley Benton también vende accesorios y repuestos para guitarras.
Harley Benton ofrece amplificadores para guitarras eléctricas, guitarras acústicas y bajos, así como gabinetes. Estos amplificadores son del tipo stack y combo.

### Otros instrumentos
Harley Benton también vende banjos, ukuleles, instrumentos diatónicos de viento (como la armónica), violines y violas eléctricas, y lap steel guitars).

## Pedales de efectos
Harley Benton fabrica toda una variedad de pedales de efectos para guitarras y bajos, tanto modernos como vintage, como tremolo, chorus, delay, distorsión o compresor, entre otros.

## Accesorios
La gama de accesorios que ofrece Harley Benton cuenta con piezas de repuesto, como clavijas de afinación, accesorios de electrónica, cuerdas, maletas para guitarras y bajo, bandoleras o afinadores electrónicos, entre otros.

## Fabricación
Las guitarras Harley Benton están construidas en China por el fabricante Saein, que también produce guitarras para Ibanez, Epiphone, y Peavey.